# Odry (stacja kolejowa)
Odry – stacja kolejowa w Odrach, w kraju morawsko-śląskim, w Czechach. Znajduje się na wysokości 295 m n.p.m.
Jest zarządzana przez Správę železnic. Na stacji znajdują się kasy biletowe, na których istnieje możliwość zakupu biletów na wszystkie pociągi w tym międzynarodowe oraz rezerwacji miejsc.

## Linie kolejowe
- 276 Suchdol nad Odrou - Budišov nad Budišovkou